# 125.ª Sesión del Comité Olímpico Internacional

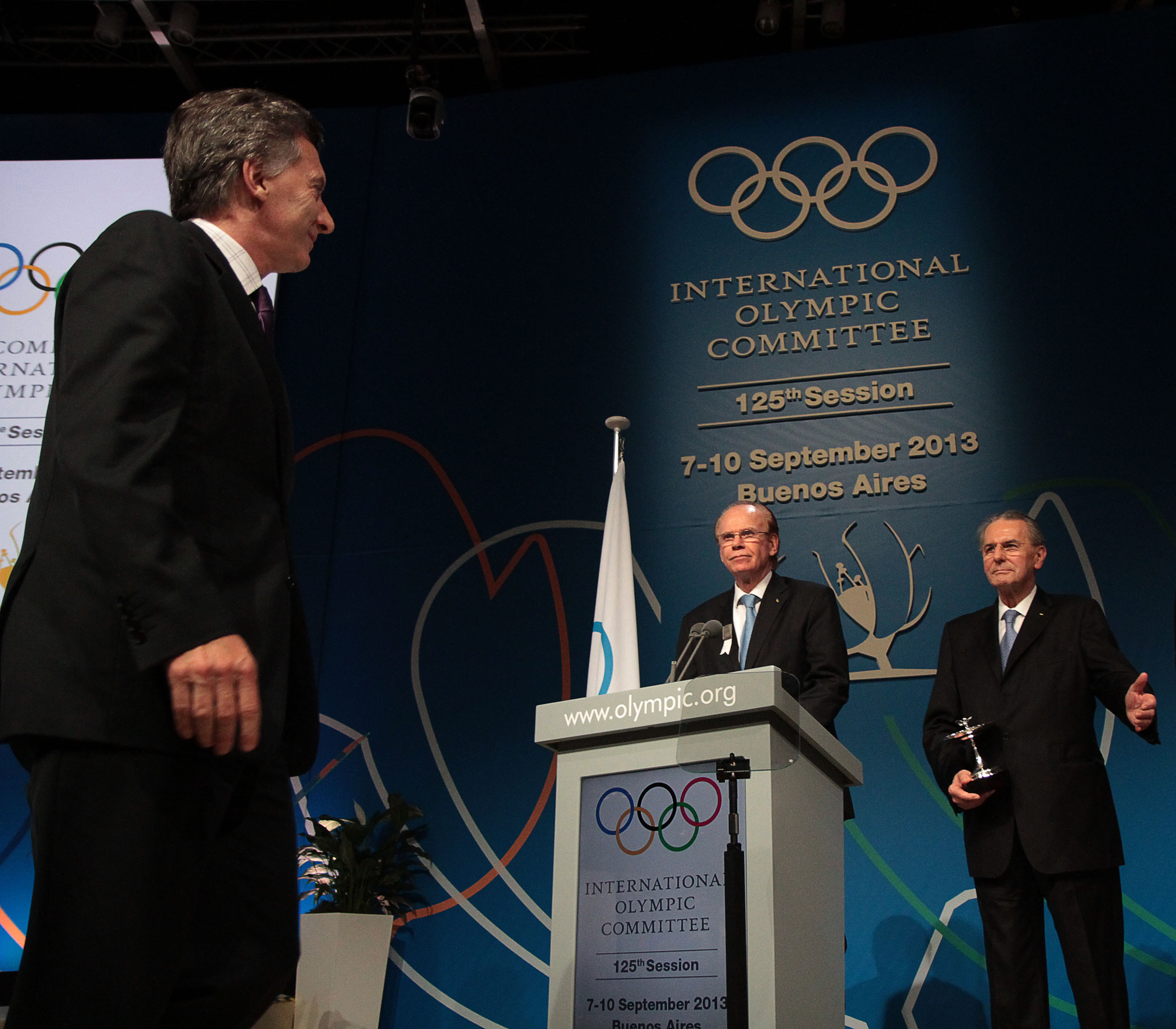
El jefe de gobierno de la Ciudad de Buenos Aires, Mauricio Macri (izquierda), y el saliente jefe del Comité Olímpico Internacional, Jacques Rogge (derecha), el último día de la 125.ª Sesión, el 10 de septiembre de 2013.

La 125.ª Sesión del Comité Olímpico Internacional se llevó a cabo entre el 7 y el 10 de septiembre de 2013 en el Hotel Hilton Buenos Aires de Buenos Aires, Argentina. El primer día de la reunión, los miembros del organismo eligieron a la ciudad sede de los Juegos Olímpicos de Verano de 2020 de entre tres ciudades, elegidas candidatas en mayo de 2012, Estambul (Turquía), Tokio (Japón) y Madrid (España). En la primera ronda de votación, Tokio recibió 42 votos y Estambul y Madrid empataron con 26, por lo que se llevó a cabo una segunda vuelta entre esas dos en las que la ciudad turca se impuso a la española con 49 votos a 45. En la última ronda, se eligió a la capital japonesa como ciudad sede con 60 votos frente a 36 de Estambul.
Un día después, el COI determinó que la lucha se reincorporara al programa olímpico en una votación en la que superó con 49 votos al béisbol/sóftbol (24) y squash (22). Esta decisión ocurrió siete meses después de que se anunciara su salida del programa, razón por la que se preseleccionaron tres deportes —la lucha también incluida— para competir en esta sesión por el lugar sobrante en el programa olímpico, que podía llegar hasta un máximo de 28 disciplinas.
El último día, se realizaron las votaciones para seleccionar al sucesor de Jacques Rogge en la presidencia del COI. Participaron seis candidatos, que habían presentado sus postulaciones el 6 de junio previo, Serguéi Bubka (Ucrania), Richard Carrión (Puerto Rico), Ng Ser Miang (Singapur), Denis Oswald (Suiza), Wu Ching-kuo (República de China) y Thomas Bach (Alemania). Este último fue elegido noveno presidente del comité luego de dos rondas de votación; venció al resto de candidatos con 43 votos en la primera —Wu Ching-kuo se impuso a Ng Ser Miang 56 votos frente a 36 en una ronda de desempate dado que ambos habían recibido seis votos en la primera— y con 49 en la segunda, en ambas ocasiones con Carrión en segundo lugar con 23 y 29 sufragios, respectivamente.